# كاتسونوري تاكاهاشي
كاتسونوري تاكاهاشي (باليابانية: 高橋克典؛ بالكانا: たかはし かつのり) هو مغني وممثل ياباني، ولد في 15 ديسمبر 1964 في يوكوهاما في اليابان.

## أعمال

### أفلام
- (1995)  كانزينبان

## وصلات خارجية
- الموقع الرسمي
- كاتسونوري تاكاهاشي على موقع IMDb (الإنجليزية)
- كاتسونوري تاكاهاشي على موقع ميوزك برينز (الإنجليزية)
- كاتسونوري تاكاهاشي على موقع أول موفي (الإنجليزية)
- كاتسونوري تاكاهاشي على موقع ديسكوغز (الإنجليزية)
- كاتسونوري تاكاهاشي على موقع قاعدة بيانات الفيلم (الإنجليزية)
- كاتسونوري تاكاهاشي على موقع ANN person (الإنجليزية)